# 이순신대로 (여수 광양)
이순신대로는 전라남도 여수시 월내동 월내 교차로와 광양시 마동 마동 나들목을 잇는 전라남도의 도로이다. 이 도로에는 묘도대교와 이순신대교라는 2개의 다리가 있다. 제한속도는 60km/h이며, 구간 단속을 시행하고 있다. 자동차 전용도로는 아니지만 보행자의 출입이 제한되어 있다.

## 연혁
- 2009년 12월 10일 : 2개 이상 시·도에 걸쳐 있는 도로로 이순신대로를 고시[1]
- 2012년 5월 10일 : 8월 12일까지 여수시 월내동 ~ 광양시 중마동 9.582km 구간 및 이순신대교 임시 개통[2]
- 2012년 9월 20일 : 월내 교차로 ~ 묘도 교차로 및 묘도대교(여수시 월내동 ~ 묘도동) 3.84km 구간 일부 개통[3]
- 2013년 1월 15일 : 여수시 월내동 ~ 광양시 중마동 9.582km 구간 및 이순신대교 개통[4]
- 2013년 7월 26일 : 2개 이상 시·군에 걸쳐 있는 도로로 이순신대로를 고시[5]

## 주요 경유지
전라남도
- 여수시 - 광양시

## 노선
| 이름        | 접속 노선       | 소재지      | 소재지 | 비고                                    |
| ----------- | --------------- | ----------- | ------ | --------------------------------------- |
| 월내 교차로 | 여수산단로      | 여수시      | 삼일동 |                                         |
| 묘도대교    |                 | 여수시      | 삼일동 |                                         |
| 묘도동      |                 | 여수시      |        |                                         |
| (전망대)    |                 | 여수시      |        |                                         |
| 묘도교      |                 | 여수시      |        |                                         |
| 묘도 교차로 | 묘도7길 묘도8길 | 여수시      |        |                                         |
| 이순신대교  |                 | 여수시      |        |                                         |
| 광양시      | 금호동          |             |        |                                         |
| 광양시      | 금호동          | 길호 나들목 | 제철로 | 광양 방면 진입 불가 여수 방면 진출 불가 |
| 광양시      | 마동 나들목     | 청암로      | 중마동 |                                         |